# 101 Park Avenue
Le 101 Park Avenue est un gratte-ciel de New York. Il a été construit de 1979 à 1982 et mesure 192 mètres pour quarante-neuf étages.
Il est notamment connu pour être le lieu où se déroule l'intrigue du film Gremlins 2 : La Nouvelle Génération.
C’est aussi sur le toit de ce gratte-ciel que les prises de vue finales du clip réalisé pour le morceau Looking up, de Michel Petrucciani, ont été tournées : on y voit le jazzman français jouer du piano à ciel ouvert à l’une des extrémités pointues de l’immense plate-forme du toit, environné d’un ballet d’hélicoptère, sur fond de coucher de soleil, avec vue imprenable sur le Chrysler Building voisin.